# Mieczysław Młynarski
Mieczysław Młynarski (Resko, 17 maggio 1956 – 20 giugno 2025) è stato un cestista e allenatore di pallacanestro polacco.

## Carriera
Con la Polonia disputò i Giochi olimpici di Mosca 1980 e tre edizioni dei Campionati europei (1979, 1981, 1983).

## Palmarès

### Squadra
- Campionato polacco: 1

Górnik Wałbrzych: 1981-82

### Individuale
- Polska Liga Koszykówki MVP: 1

Górnik Wałbrzych: 1980-81